# Crossroads (album fripSide)
crossroads – album kompilacyjny japońskiego zespołu fripSide wydany 4 października 2017 nakładem wytwórni NBCUniversal Entertainment Japan.
Album został wydany z okazji 15-lecia zespołu, na dwóch płytach – w pierwszej znajdują się zremasterowane utwory zespołu wykorzystane przede wszystkim w pierwszej fazie (2002–2009), zaś w drugiej – większości autorskie i dwa pochodzące z wcześniej wydanych singli.

## Lista utworów
| Nr      | Nr      | Tytuł                                | Długość | Uwagi |
| Płyta 1 | Płyta 1 | Płyta 1                              | Płyta 1 | Płyta 1 |
| ------- | ------- | ------------------------------------ | ------- | --- |
| 1       | 1       | sky                                  | 5:23    | Remastery wcześniej wydanych utworów zatytułowane -crossroads version-; gościnny udział nao, Kotoko oraz Maon Kurosaki (utwór nr 12) |
| 2       | 2       | Red “reduction division”             | 4:41    | Remastery wcześniej wydanych utworów zatytułowane -crossroads version-; gościnny udział nao, Kotoko oraz Maon Kurosaki (utwór nr 12) |
| 3       | 3       | hurting heart                        | 4:20    | Remastery wcześniej wydanych utworów zatytułowane -crossroads version-; gościnny udział nao, Kotoko oraz Maon Kurosaki (utwór nr 12) |
| 4       | 4       | an evening calm                      | 5:50    | Remastery wcześniej wydanych utworów zatytułowane -crossroads version-; gościnny udział nao, Kotoko oraz Maon Kurosaki (utwór nr 12) |
| 5       | 5       | split tears                          | 6:20    | Remastery wcześniej wydanych utworów zatytułowane -crossroads version-; gościnny udział nao, Kotoko oraz Maon Kurosaki (utwór nr 12) |
| 6       | 6       | the chaostic world                   | 5:06    | Remastery wcześniej wydanych utworów zatytułowane -crossroads version-; gościnny udział nao, Kotoko oraz Maon Kurosaki (utwór nr 12) |
| 7       | 7       | prominence                           | 5:05    | Remastery wcześniej wydanych utworów zatytułowane -crossroads version-; gościnny udział nao, Kotoko oraz Maon Kurosaki (utwór nr 12) |
| 8       | 8       | distant moon                         | 4:51    | Remastery wcześniej wydanych utworów zatytułowane -crossroads version-; gościnny udział nao, Kotoko oraz Maon Kurosaki (utwór nr 12) |
| 9       | 9       | escape                               | 5:29    | Remastery wcześniej wydanych utworów zatytułowane -crossroads version-; gościnny udział nao, Kotoko oraz Maon Kurosaki (utwór nr 12) |
| 10      | 10      | before dawn daybreak                 | 4:13    | Remastery wcześniej wydanych utworów zatytułowane -crossroads version-; gościnny udział nao, Kotoko oraz Maon Kurosaki (utwór nr 12) |
| 11      | 11      | snow blind                           | 4:59    | Remastery wcześniej wydanych utworów zatytułowane -crossroads version-; gościnny udział nao, Kotoko oraz Maon Kurosaki (utwór nr 12) |
| 12      | 12      | brave new world                      | 7:13    | Remastery wcześniej wydanych utworów zatytułowane -crossroads version-; gościnny udział nao, Kotoko oraz Maon Kurosaki (utwór nr 12) |
| Płyta 2 |         |                                      |         | |
| 1       | 13      | clockwork planet                     | 4:47    | Utwór z openingu anime Clockwork Planet i z singla clockwork planet                                                                  |
| 2       | 14      | The end of escape -fripSide edition- | 5:22    | Utwór z singla The end of escape |
| 3       | 15      | crossroads                           | 6:14    | |
| 4       | 16      | a gleam of prologue                  | 5:42    | |
| 5       | 17      | pico scope -SACLA-                   | 3:23    | Utwór z krótkometrażowego anime Mirai koshi: Harima SACLA i z singla black bullet                                                    |
| 6       | 18      | only me and the moon                 | 5:25    | |